# Оствальд, Мартин
Ма́ртин О́ствальд (нем. Martin Ostwald; 15 января 1922 года, Дортмунд, Германия — 10 апреля 2010 года, Суортмор, Пенсильвания) — крупный немецко-американский антиковед, специалист по истории древних Афин.
Доктор философии (1952), эмерит-профессор Суортмор-колледжа и Пенсильванского университета, член Американского философского общества (1993). Крупный специалист в области древнегреческой политической мысли и институтов.

## Биография
Родился в семье немецко-еврейского юриста. Учился в муниципальной гимназии. Намеревался стать ученым, что стало невозможным для него с принятием Нюрнбергских законов 1935 года, которые закрыли университеты Германии для евреев.
Во время Хрустальной ночи 9 ноября 1938 года был арестован вместе со своим отцом и младшим братом, Эрнестом. Вынужденные оставить своих родителей, Мартин и его брат эмигрировали в Англию. Больше они их никогда не видели — отец умер в концентрационном лагере Терезин, а мать в Освенциме. Из Англии М. Оствальда и других немецких беженцев отправили в лагерь в Канаду.

## Деятельность
После освобождения Оствальд поступил в Университет Торонто, где смог вернуться к исследованиям. После его окончания в 1946 году (бакалавр искусств) он продолжил учёбу в то время ещё совсем новом Комитете по социальной мысли в Университете Чикаго (A.M., 1948); познакомился там тогда с Майклом Джеймсоном, с которым впоследствии сдружился и семьями. В 1949 году стал студентом докторантуры в Колумбийском университете Нью-Йорка. В 1951 году опубликовал свою первую научную статью. В следующем году получил степень доктора философии после завершения диссертации по Афинской конституции.
После получения докторской Оствальд преподавал в течение одного года в Уэслианском университете (1950-51). Затем он вернулся в Колумбийский университет и преподавал там до 1958 года — когда присоединился к отделению в Суортмор-колледже. Одновременно преподавал в Пенсильванском университете (1968-92). С 1992 года на пенсии. Являлся эмерит-профессором Суортмор-колледжа (именным классики; William R. Kenan, Jr. Professor) и Пенсильванского университета (также антиковедения).
Был приглашенным профессором в Принстонском университете, Университете Калифорнии в Беркли, Бейллиол-колледже Оксфорда, Париже, и в течение многих лет в Университете Тель-Авива.
В 1987 году президент Американской филологических ассоциации.
В 1991 году избран в Американскую академию наук и искусств.
Удостоен почетных докторских степеней Университета Фрибура (Швейцария) в 1995 году и Университета Дортмунда в 2001 году.
Умер от сердечной недостаточности.
Дети Давид и Марк.
Автор многих работ.

## Научный вклад
Как отмечала Т. В. Кудрявцева, высокую оценку организации судопроизводства древних Афин дает в своих многочисленных трудах Могенс Герман Хансен. Роль афинских дикастериев в смене парадигмы «власть народа» на «власть законов» подчеркивал и Мартин Оствальд, исследовавший «закон, общество и политику в Афинах V в. до н. э.» (такой подзаголовок имеет его сочинение «От народного суверенитета к суверенитету закона»).
Когда в западной историографии стало принято ставить под сомнение или даже отрицать авторство Аристотеля для «Афинской политии», исходя главным образом из соображений стиля и композиции, М. Оствальд заявил: «Я рассматриваю эти аргументы как неубедительные и предпочитаю считать автором „Афинской политии“ того, кому традиция приписывает авторство. Далее, так как аутентичность этого сочинения бесспорна, для целей исторического исследования несущественно, сам ли Аристотель был его автором или нет» (Ostwald М. From Popular Sovereignty to the Sovereignty of Law. Berkeley; Los Angeles, 1986. P. XXI, n. 1).
В последние десятилетия исследования афинской правовой системы играют большую роль в определении тенденций развития афинской демократии, в сопоставлении государственного строя Афин V и IV вв. до н. э., в дискуссии об их соотношении и характере. Для тех, кто находит в позднеклассических Афинах подлинную демократию, «царство закона», правовое государство (или по меньшей мере его зачатки), — деятельность гелиэи, перераспределение властных компетенций в пользу последней стали главным аргументом. Сторонники данной концепции: М. Хансен, М. Оствальд, Г. Вольф, Р. Сили, В. Эдер, М. Пьерар и другие — особенно указывают на введение новой усложненной процедуры принятия закона (через комиссию номофетов, составленную из судей), применение жалобы на противозаконие и восхваление законов в речах афинских ораторов.

## Произведения
- Aristotle, the Nichomachean Ethics (1962)
- Nomos and the Beginnings of the Athenian Democracy (1969)
- From Popular Sovereignty to the Sovereignty of Law (1987)
- Ananke in Thucydides (1988)
- Aristotle. Nicomachean Ethics. Indianapolis. 2000
- Oligarchia: The Development of a Constitutional Form in Ancient Greece / пер. С. Г. Карпюк.
- Autonomia: Its genesis and early history. Atlanta, 1982. 82p.
- From Popular Sovereignty to the Sovereignty of Law: Law, Society, and Politics in Fifth-Century Athens. Berkeley; Los Angeles; London. 1986. 333 p.
- Language and History in Ancient Greek Culture. 2 editions. 2009
- Oligarchia: The Development of a Constitutional Form in Ancient Greece. 2000